# 7-ديهيدروسيتوستيرول
7-ديهيدروسيتوستيرول (بالإنجليزية: 7-Dehydrositosterol)‏، وهو ستيرول مهمته خطوة تمهيدية للمركب سيتوكالسيفرول (فيتامين D5).